# ناتاشا زوریچ
 ناتاشا زوریچ (انگلیسی: Nataša Zorić؛ زادهٔ ۲۷ نوامبر ۱۹۸۹) یک تنیس‌باز اهل صربستان است.